# Бейли, Ошан
Ошан Бейли (англ. Oshane Bailey; род. 8 сентября 1989 года, Кингстон, Ямайка) — ямайский спринтер, чемпион мира 2013 года в эстафете 4×100 м.
Первого международного успеха добился в 2006 году выиграв эстафетный забег 4×100 метров на юниорском чемпионате стран Центральной Америки и Карибского бассейна. В 2008 году выиграл серебряную награду на молодёжном чемпионате мира в Быдгоще в эстафетном забеге 4×100 метров. В 2013 году попадает в состав сборной Ямайки на взрослый чемпионат мира в Москве. На чемпионате мира заявляется в эстафетную команду 4×100 метров пятым-запасным атлетом, принимает участие в полуфинальном забеге, однако тренерским решением на финальный забег не заявляется. Несмотря на неучастие в финале, который команда Ямайки выигрывает, получает золотую награду чемпионата.